# Karen Dotrice
Pour les articles homonymes, voir Dotrice.
Karen Dotrice, née le 9 novembre 1955 à Guernesey (îles Anglo-Normandes), est une actrice britannique, connue pour avoir joué le rôle de Jane dans le film Mary Poppins.

## Biographie
Karen Dotrice est née au sein d'une famille de comédiens, ses deux parents, Roy Dotrice et Kay Dotrice, étant acteurs de théâtre. Après la sortie de Mary Poppins en 1964, Karen Dotrice a continué à faire des seconds rôles et s'est mariée à l'acteur Alex Hyde-White.
Elle se retire du métier d'actrice en 1984 pour se consacrer à ses enfants.
En 2004, elle est honorée d'un Disney Legends.

## Filmographie
- 1964 : Les Trois Vies de Thomasina
- 1964 : Mary Poppins : Jane Banks
- 1967 : La Gnome-mobile :  Elizabeth
- 1971 : Maîtres et Valets (téléfilm) : Lily Hawkins
- 1977 : Joseph Andrews de Tony Richardson : Pamela
- 1978 : Les 39 Marches : Alex Mackenzie
- 2018 : Le Retour de Mary Poppins : une passante